# Jarra Central
Jarra Central är ett distrikt i Gambia. Det ligger i regionen Lower River, i den centrala delen av landet, 130 km öster om huvudstaden Banjul. Antalet invånare var 8 342 vid folkräkningen 2013. De största orterna då var Jalangbereh Crossma och Japineh Marikoto.